# Bellesia espanyoli
Bellesia espanyoli es una especie de coleóptero polífago de la familia Leiodidae, la única de su género, Bellesia. Es endémica del norte de la España peninsular.